# Banes
Banes är en ort i Kuba.   Den ligger i provinsen Provincia de Holguín, i den östra delen av landet, 700 km öster om huvudstaden Havanna. Banes ligger 46 meter över havet och antalet invånare är 53 104.
Terrängen runt Banes är huvudsakligen platt, men åt nordväst är den kuperad. En vik av havet är nära Banes söderut. Runt Banes är det ganska tätbefolkat, med 104 invånare per kvadratkilometer. Det finns inga andra samhällen i närheten. Omgivningarna runt Banes är en mosaik av jordbruksmark och naturlig växtlighet.